# Феней (Аркадия)
Фене́й (др.-греч. Φενεός, лат. Pheneus) — город в Азании в северной Аркадии, к юго-западу от горы Килини (Киллены) и к северу от надземного бессточного карстового бассейна, который стекает через подземные стоки (καταβόθρα) в Ладон и образует мелкое озеро с периодическими катастрофически высокими уровнями воды.

## История

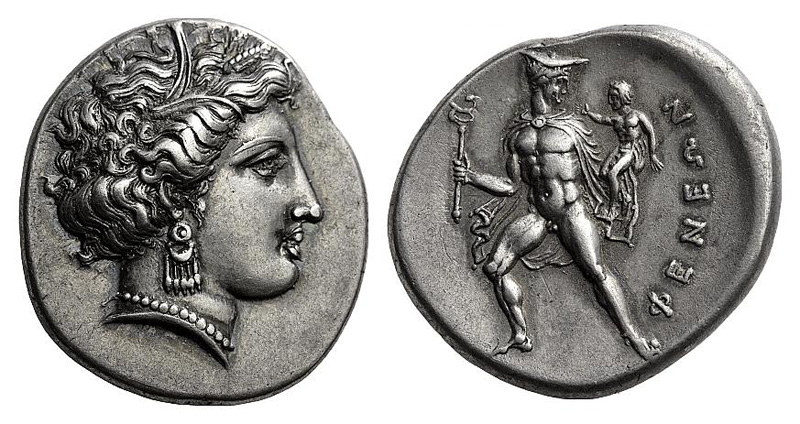
Статер из Фенея. Около 360—350 до н. э.

Город упоминается Гомером как Фенос. Фенеаты приняли участие в Троянской войне под начальством царя Агапенора, сына Анкея, который получил 60 кораблей от Агамемнона для плавания по морю. При Страбоне был незначительным поселением.
Геракл жил в Фенее у своей бабушки Лаономы, дочери Гунея, матери Амфитриона, после того как его изгнал Еврисфей из Тиринфа. По местному преданию Геракл построил подземные стоки для отвода воды с фенейской равнины. Согласно Павсанию во время наводнения Феней был совершенно затоплен. Во времена Павсания на горах сохранились отметки, до которых поднялась вода.
Через Феней протекала река Ароаниос (Ароаний, Аорн), также известная как Ольбий (Όλβιος). По местному преданию канал для неё длиной 50 стадий вырыл Геракл.
Павсаний сообщает о развалинах храма Афины на акрополе. Под акрополем находилась могила Ификла, брата Геракла и отца Иолая. В Фенее был храм Гермеса, а позади него — могила Миртила. В фенеатской области находилась могила Эпита, сын Элата.
Неподалеку от Фенея находился Нонакрис (Нонакрида), близ которого протекал источник «воды Стикса». Говорили, что этой водой был отравлен Александр Македонский.